# John Wexley
John Wexley (* 14. September 1907 in New York City; † 4. Februar 1985 in Doylestown, Pennsylvania) war ein US-amerikanischer Drehbuchautor und Dramatiker.

## Leben
John Wexley debütierte mit seinem Theaterstück 1930 als Dramatiker am Broadway. Das Gefängnisdrama selbst wurde 1932 von Samuel Bischoff mit George E. Stone und Paul Fix in den Hauptrollen verfilmt. Wexley schrieb noch weitere Theaterstücke, darunter auch das 1934 uraufgeführte Gefängnisdrama They Shall Not Die, welches sich an dem realen Fall der Scottsboro Boys orientierte. Ab Ende der 1930er Jahre war er selbst in Hollywood tätig und für die Drehbücher von Filmen zu Chicago – Engel mit schmutzigen Gesichtern, Ich war ein Spion der Nazis oder Mr. X auf Abwegen verantwortlich. Da Wexley Deutsch sprach, wurde er engagiert, um mit Bertolt Brecht am Drehbuch von Auch Henker sterben zu arbeiten. Seine Filmkarriere endete abrupt, als er wegen seiner politischen Ansichten auf die Schwarze Liste gesetzt wurde. Lediglich 1957 wurde er noch einmal aktiv, als er mit The Judgement of Julius and Ethel Rosenberg ein Buch über ein Ehepaar schrieb, welches wegen des Geheimnisverrates an die Sowjetunion auf dem Elektrischen Stuhl hingerichtet wurde.
Am 4. Februar 1985 verstarb Wexley im Alter von 77 Jahren an den Folgen eines Herzinfarktes. Seit seinem Ruhestand lebte er in Pennsylvania.

## Werke (Auswahl)
Theater
- The Last Mile (1930, verfilmt 1932)
- Steel (1931)
- They Shall Not Die (1934)

Film
- 1938: Chicago – Engel mit schmutzigen Gesichtern (Angels with Dirty Faces)
- 1938: Das Doppelleben des Dr. Clitterhouse (The Amazing Dr. Clitterhouse)
- 1939: Ich war ein Spion der Nazis (Confessions of a Nazi Spy)
- 1940: Im Taumel der Weltstadt (City for Conquest)
- 1941: Mr. X auf Abwegen (Footsteps in the Dark)
- 1943: Auch Henker sterben (Hangmen Also Die!)
- 1945: Cornered
- 1947: Die lange Nacht (The Long Night)